# 진원면
진원면(珍原面)은 전라남도 장성군 남쪽에 위치한 면이다. 넓이는 28.3km2이고, 인구는 2016년 기준으로 3,666명이다.

## 연혁
- 선사시대 : 마한 54개국 중 구사오단국을 진원리 부근으로 비정
- 361년 (백제 근초고왕 16년) : 구사진혜현 설치 금소룡은 백제5국중 남방구지하성을 비정
- 757년 (신라 경덕왕 16년) : 당나라가 백제를 멸하고 귀차라 고친 것을 다시 진원으로 고침
- 1018년 (고려 현종 9년) : 나주목으로 예속됨
- 1172년 (고려 명종 2년) : 나주에서 분리되어 감무(監務)가 파견
- 1413년 (조선 태조 13년) : 현감(縣監) 고을이 됨. 조선 초기 마량 부곡이 진원현에 합병
- 1600년 (조선 선조 33년) : 장성현과 합병
- 1759년 (조선 영조 35년) : 내동면과 외동면으로 있었음
- 1912년 : 진원면에는 내동면(22개 마을)과 외동면(25개 마을)으로 됨
- 1914년 3월 1일 : 부군면 통폐합으로 장성현과 합병됨
- 1975년 : 내동면과 외동면이 진원면으로 합병되어 9개리를 관할함

## 행정 구역
| 법정리 | 행정리                    | 비고            |
| ------ | ------------------------- | --------------- |
| 산동리 | 산동1리, 산동2리, 산동3리 |                 |
| 산정리 | 산정1리, 산정2리          |                 |
| 상림리 | 상림1리, 상림2리          |                 |
| 선적리 | 선적1리, 선적2리, 선적3리 | 면사무소 소재지 |
| 용산리 | 용산1리, 용산2리, 용산3리 |                 |
| 율곡리 | 율곡1리, 율곡2리          |                 |
| 진원리 | 진원1리, 진원2리          |                 |
| 학림리 | 학림1리, 학림2리          |                 |
| 학전리 | 학전1리, 학전2리          |                 |

## 아파트
| 단지명                | 건설사         | 시행사                               | 주소 | 입주 | 비고 |
| --------------------- | -------------- | ------------------------------------ | ---- | ---- | ---- |
| 힐스테이트 첨단센트럴 | 현대엔지니어링 | 한국자산신탁㈜ ㈜광주첨단3피에프브이 |      |      |      |

## 교육
- 진원초등학교 (산정리)
- 진원동초등학교 (용산리)